# Pertusaria lavata
Pertusaria lavata är en lavart som beskrevs av Müll. Arg. Pertusaria lavata ingår i släktet Pertusaria och familjen Pertusariaceae.   Inga underarter finns listade i Catalogue of Life.